# 가장 최근의 공통 조상
가장 최근의 공통 조상(영어: most recent common ancestor, MRCA)은 마지막 공통 조상(영어: last common ancestor, LCA)이라고도 하며, 계통학에서 어떤 개체군에 속하는 모든 개체의 공통 조상이 되는 가장 최근의 개체를 의미한다. 이 용어는 생물이 아닌 유전자 그룹(하플로타입)의 조상을 언급하는 데에도 사용된다.
개체 집합의 MRCA는 때때로 확립된 혈통을 참조하여 결정할 수 있다. 그러나 일반적으로 많은 개체 집합의 정확한 MRCA를 식별하는 것은 불가능하지만 MRCA가 살았던 시간을 추정할 수는 있다. 이러한 가장 최근 공통 조상까지의 시간(TMRCA) 추정치는 유전 계보학에서 실행하는 DNA 검사 결과와 확립된 돌연변이율을 기반으로 제공하거나 비유전적 수학적 모델 또는 컴퓨터 시뮬레이션을 참조하여 제공할 수 있다.
유성 생식을 사용하는 생물에서 모계 MRCA와 부계 MRCA는 각각 모계와 부계 혈통만을 고려한 주어진 개체군의 MRCA이다. 정의에 따르면 개체군의 MRCA는 모계 또는 부계 MRCA보다 오래될 수 없다. 호모 사피엔스의 경우 모계 및 부계 MRCA는 각각 "미토콘드리아 이브"(mt-MRCA) 및 "Y염색체 아담"(Y-MRCA)이라고도 한다.
사람 MRCA의 나이는 알려져 있지 않다. Y-MRCA 또는 mt-MRCA의 나이보다 크지 않으며, 약 200,000년으로 추정된다.

## 같이 보기
- 모든 생물의 공통 조상
- 미토콘드리아 이브
- Y-염색체 아담